# 丹尼尔·布拉德利
丹尼尔·布拉德利（英語：Daniel W. Bradley，1941年7月13日—），美国病毒学家，以对肝炎病毒的研究而闻名。布拉德利1964年在圣何塞州立大学获学士学位，并于1970年在亚利桑那大学获博士学位。1971年到菲尼克斯疾病控制中心工作，后来在亚特兰大率团队专门研究肝炎。1994年进入疾病预防控制中心。
20世纪80年代初，他从黑猩猩的血清中分离出丙型肝炎病毒（当时叫非甲非乙型肝炎）的纯化形式。1982年与希龙公司迈克尔·霍顿所率领的团队合作克隆了这种病毒。1988年，他成功阐明了戊型肝炎病毒的分子特性。1993年他获得了罗伯特·科赫奖，1992年获卡尔·兰德斯泰纳纪念奖，2013年获加拿大盖尔德纳国际奖。